# Emilio Massino
Emilio Pietro Massino (Génova, 16 de noviembre de 1925-Génova, 14 de abril de 2013) fue un deportista italiano que compitió en vela en la clase Flying Dutchman. Ganó una medalla de plata en el Campeonato Mundial de Flying Dutchman de 1958.

## Palmarés internacional
| Campeonato Mundial | Campeonato Mundial | Campeonato Mundial | Campeonato Mundial |
| Año                | Lugar              | Medalla            | Clase              |
| ------------------ | ------------------ | ------------------ | ------------------ |
| 1958               | Attersee (Austria) | Medalla de plata   | Flying Dutchman    |